# Gmina Randers (1970–2006)
Gmina Randers (duń. Randers Kommune) – w latach 1970–2006 (włącznie) jedna z gmin w Danii w ówczesnym okręgu Århus Amt. 
Siedzibą władz gminy było miasto Randers. 
Gmina Randers została utworzona 1 kwietnia 1970 na mocy reformy podziału administracyjnego Danii. Po kolejnej reformie w 2007 r. razem z kilkoma innymi gminami weszła w skład nowej gminy Randers.

## Dane liczbowe
- Liczba ludności: (♀ 30 430 + ♂ 31 906) = 62 336
  - wiek 0-6: 8,1%
  - wiek 7-16: 11,5%
  - wiek 17-66: 66,0%
  - wiek 67+: 14,4%
- zagęszczenie ludności: 407,4 osób/km²
- bezrobocie: 6,2% osób w wieku 17-66 lat
- cudzoziemcy z UE, Skandynawii i USA: 77 na 10 000 osób
- cudzoziemcy z krajów Trzeciego Świata: 320 na 10 000 osób
- liczba szkół podstawowych: 14 (liczba klas: 278)